# 班鰭新熱脂鯉
班鰭新熱脂鯉，為輻鰭魚綱脂鯉目脂鯉亞目唇齒脂鯉科的其一種，分布於南美洲圭亞那及委內瑞拉的Corantijn河、Marowijne-Maroni河及埃塞奎博河流域，體長可達10.8公分，棲息在底中層水域，生活習性不明。